# Tierschutzverein

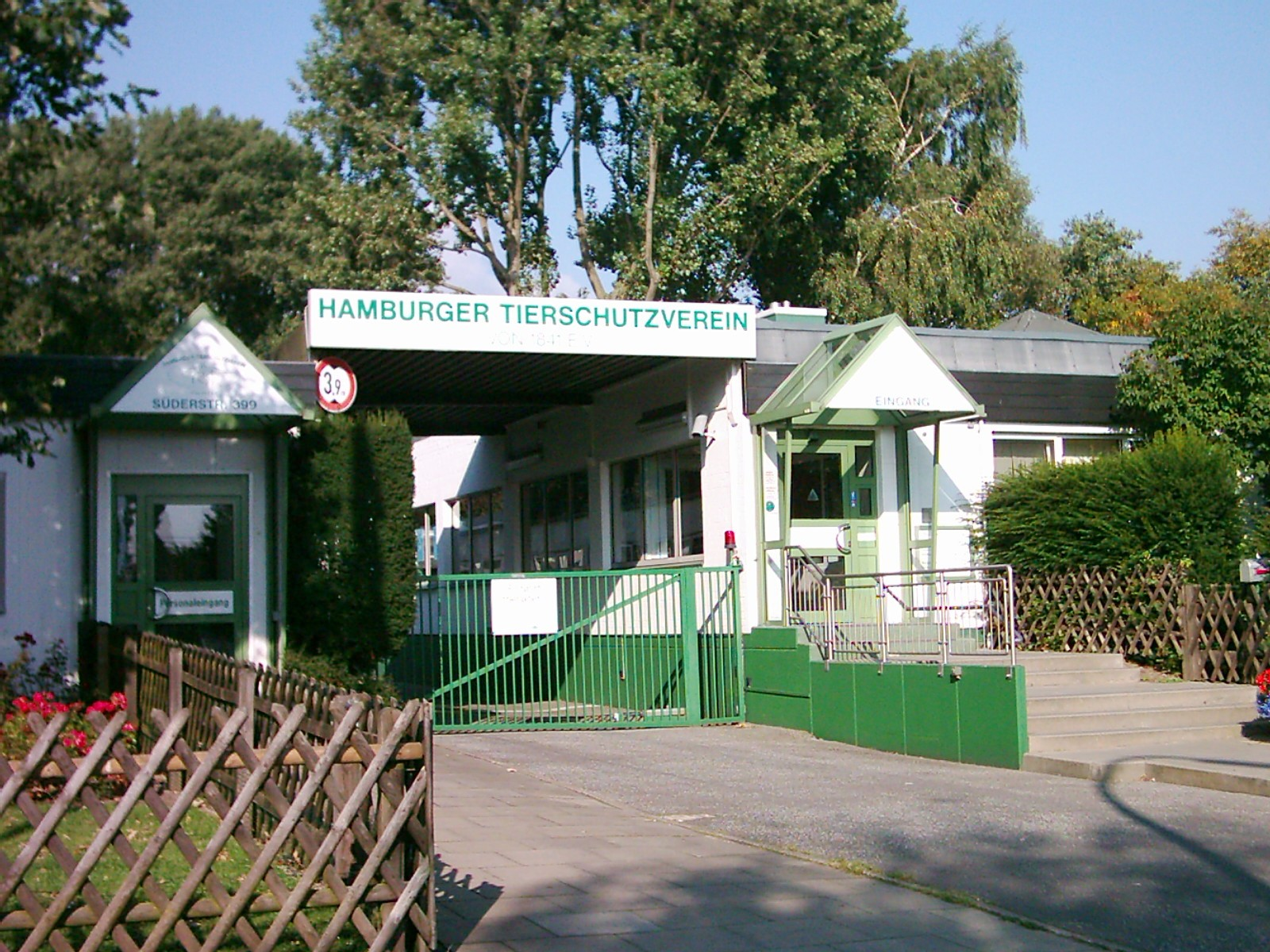
Der Hamburger Tierschutzverein e. V.

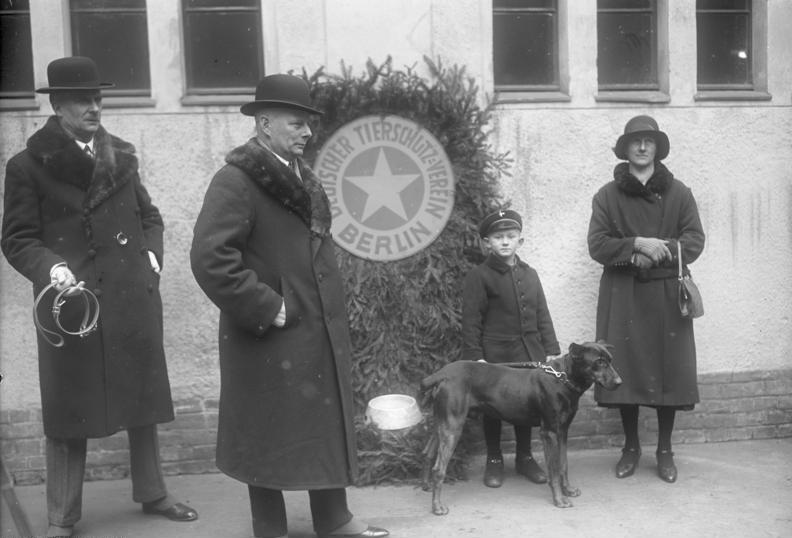
Ehrung eines Hundes als Lebensretter (Deutscher Tierschutzverein Berlin, Februar 1931)

Ein Tierschutzverein ist ein Verein, der satzungsgemäß den Tierschutz fördert.
Die Förderung des Tierschutzes ist in Deutschland als gemeinnützig anerkannt (§ 52 Abs. 2 Satz 1 Nr. 14 AO). 
Tierschutzvereine können regional oder landesweit tätig sein, einzelne Vereine sind international tätig. Sich im Verein für den Tierschutz einzusetzen, ist in westlichen Industrieländern weiter verbreitet als in Entwicklungsländern oder ärmeren Nationen, wie den osteuropäischen Ländern, wo der Tierschutzgedanke wenig verbreitet ist.

## Geschichte
Der erste Tierschutzverein der Welt war die „Society for the Prevention of Cruelty to Animals“, die 1824 in England gegründet wurde. 
Der württembergische Pfarrer Christian Adam Dann (1758–1837) setzte sich – mit christlicher Begründung – so intensiv für gute Behandlung der Tiere ein, dass sein Freund, der Liederdichter und Pfarrer Albert Knapp, wenige Monate nach Danns Tod im Dezember 1838 den ersten Tierschutzverein Deutschlands gründete. Nach manchen Quellen soll Ludwig Reichenbach 1834 den Dresdner Tierschutzverein gegründet haben. Der bis heute bestehende Verein nennt sich jedoch Tierschutzverein Dresden 1839 und Umgebung e. V.
Ignaz Franz Castelli gründete 1846 als ersten Tierschutzverein in Österreich den Wiener Tierschutzverein. 1861 wurde der Schweizerische Zentralverein zum Schutz der Tiere gegründet, der heute Schweizer Tierschutz (STS) heißt.

## Regionale Vereine
Regionale Tierschutzvereine bestehen in Deutschland bereits seit Mitte des 19. Jahrhunderts. Diese Vereine betreiben im Allgemeinen regional begrenzten Tierschutz für alle Tierarten und betreiben zu diesem Zweck meist ein Tierheim. Viele deutsche Tierschutzvereine sind im Deutschen Tierschutzbund zusammengeschlossen.

## Nationale Vereine
Landesweit tätige Vereine sind häufig spezialisiert auf bestimmte Tierarten (z. B. Meerschweinchen), bestimmte Rassen (z. B. Bullterrier), bestimmte Obergruppen (Schlittenhund bzw. Polarhunde) oder bestimmte Themenbereiche (z. B. Massentierhaltung).

## Internationale Vereine
Über Landesgrenzen hinaus tätige Vereine arbeiten häufig mithilfe des Internets zusammen, sie können dabei sowohl themen- als auch rassebezogen spezialisiert sein (z. B. Internationaler Tierschutzverein Grenzenlos e. V.).